# Manakin à longue queue
Chiroxiphia caudata
Espèce
Synonymes
- Pipra caudata Shaw, 1793
(protonyme)

Statut de conservation UICN

 LC  : Préoccupation mineure
Le Manakin à longue queue (Chiroxiphia caudata) est une espèce de passereaux de la famille des Pipridae.

## Répartition

Répartition de l'espèce en Amérique du Sud.

Cette espèce vit dans le sud-est de l'Amérique du Sud : dans le sud et le sud-est du Brésil, au Paraguay et dans le nord-est de l'Argentine.

## Parade sexuelle
Il existe chez le manakin à longue queue un dimorphisme sexuel. 
Pour se reproduire, le manakin à longue queue produit une danse accompagnée de vocalises. En général, la parade est produite par plusieurs mâles mais seulement l'un d'entre eux va s’accoupler. La parade commence par leur danse et se termine par la danse du mâle alpha seul. Elle est caractérisée par des sauts qu'effectue chaque mâle à tour de rôle. 
Cette espèce montre un exemple de coopération lors de la reproduction. 

## Systématique
Le nom valide complet (avec auteur) de ce taxon est Chiroxiphia caudata (Shaw, 1793).
L'espèce a été initialement classée dans le genre Pipra sous le protonyme Pipra caudata Shaw, 1793.